# Os Verdes (Benim)
Os Verdes (em francês: Les Verts) é um partido político de oposição no Benim. Integra a Aliança Estelar (Benim), que ganhou 3 dos 83 lugares disputados na eleição legislativa de 30 de março de 2003.

Em 2011, os Verdes teriam 500 membros. No entanto, o partido não tinha membros eleitos na Assembleia Nacional ou nos 77 conselhos locais do país.